# Muystermolen
De Muystermolen was een watermolen die zich bevond op de Kleine Beerze in de Nederlandse provincie Noord-Brabant. De molen lag ongeveer anderhalve kilometer ten zuidoosten van Middelbeers en ten zuiden van Oostelbeers, tot welke plaats ze behoorde.
De eerste vermelding van deze watermolen dateert van 1326 en ze behoorde toe aan de Abdij van Tongerlo, evenals de windmolen die zich eveneens in Oostelbeers bevond. In 1559 ging het bezit van de molen over op het Bisdom 's-Hertogenbosch
Bij de Vrede van Münster in 1648 werd de molen onteigend door de Republiek der Nederlanden. Ze kwam weer in bezit van particulieren om in 1884 te worden gesloopt.
Stroomopwaarts van de voormalige molen bevindt zich het Molenbroek, een, ten gevolge van de opstuwing van het water, moerassig gebied.

## Heden
De Kleine Beerze is sindsdien gekanaliseerd en het Molenbroek is verdroogd. De Stichting Brabants Landschap heeft veel terreinen in de omgeving aangekocht en er bestaan zelfs plannen om de molen te herbouwen.